# Crkva sv. Marije u Gornjem Humcu
Crkva sv. Marije na groblju u selu Gornjem Humcu, općina Pučišća.

## Opis
Crkva sv. Marije na groblju sagrađena je u predromanici sa slijepim arkadama na bočnim zidovima. U 17. st je dograđena crkva na zapadu, pa predromanička crkvica postaje njeno svetište ograđeno visokom baroknom kovanom rešetkom. Na oltaru je kameni reljefni triptih Nikole Firentinca s prikazom Bogorodice s Djetetom, sv. Ivanom i sv. Petrom.

## Zaštita
Pod oznakom Z-4571 zavedena je kao nepokretno kulturno dobro - pojedinačno, pravna statusa zaštićena kulturnog dobra, klasificirano kao "sakralna graditeljska baština".